# Verordnung (EU) 2019/1021
Die Verordnung (EU) 2019/1021 über persistente organische Schadstoffe ist eine EU-Verordnung, die unter dem Kurztitel EU-POP-Verordnung bekannt ist. POP ist dabei das englische Akronym für  Persistant Organic Pollutant.

## Ziel der Verordnung
Durch die POP-Verordnung werden detaillierte Vorgaben hinsichtlich der Herstellung, des Inverkehrbringens, der Verwendung und der Freisetzung von persistenten organischen Schadstoffen (POP) für die Mitgliedsstaaten der EU festgelegt. Durch die Verordnung wurde das Stockholmer Übereinkommens über persistente organische Schadstoffe, dem die EU beitrat, sowie das POP-Protokoll der UNECE umgesetzt. Ziel der Verordnung ist es, im Einklang mit dem Vorsorgeprinzip, die menschliche Gesundheit und die Umwelt vor den POP zu schützen. Ferner geht es um die Beschränkung der Freisetzungen solcher Stoffe und die Festlegung von Bestimmungen zur Entsorgung von Abfällen, die aus solchen Stoffen bestehen, sie enthalten oder durch sie verunreinigt sind.

## Verordnung (EG) Nr. 850/2004
Die erste POP-Verordnung war die am 20. Mai 2004 in Kraft getretene Verordnung (EG) Nr. 850/2004. Diese Verordnung wurde mehrfach durch die Verordnung (EG) Nr. 1195/2006, Verordnung (EG) Nr. 172/2007, Verordnung (EG) Nr. 323/2007, Verordnung (EG) Nr. 219/2009, Verordnung (EG) Nr. 304/2009, Verordnung (EU) Nr. 756/2010, Verordnung (EU) Nr. 757/2010, Verordnung (EU) Nr. 519/2012, Verordnung (EU) Nr. 1342/2014, Verordnung (EU) 2015/2030, Verordnung (EU) 2016/293, Verordnung (EU) 2016/460, Verordnung (EU) 2019/636 geändert.
So wurden durch die Verordnung (EU) Nr. 519/2012 Endosulfan in den Anhang I, Teil A und Hexachlorbutadien, Polychlorierte Naphthaline und kurzkettige Chlorparaffine (SCCP) in Anhang I, Teil B aufgenommen.
Durch die Verordnung (EU) 2016/460 wurde das in Dämmmaterialien aus Polystyrol als Flammschutzmittel eingesetzten Stoff Hexabromcyclododecan (abgekürzt als HBCD bzw. HBCDD) in den Anhang IV aufgenommen und damit die Verpflichtungen aus der 6. Vertragsstaatenkonferenz der Stockholm-Konvention übernommen.

## Neufassung in Verordnung (EU) 2019/1021
2019 trat mit der Verordnung (EU) 2019/1021 „aus Gründen der Klarheit“ eine Neufassung in Kraft, die die Verordnung (EG) Nr. 850/2004 ersetzte. Seitdem wurden mehrere Anpassungen vorgenommen:
- Als Folge ihrer Aufnahme in das Stockholmer Übereinkommen wurden die Regelungen zur Perfluoroctansäure (PFOA), ihrer Salze und von PFOA-Vorläuferverbindungen vom Anhang XVII der REACH-Verordnung in den Anhang I, Teil A der EU-POP-Verordnung verschoben und angepasst.[8]
- Mit der Verordnung (EU) 2020/1203 wurden die Regelungen Perfluoroctansulfonsäure und deren Derivate im Anhang I, Teil A angepasst.[9]
- Durch die Verordnung (EU) 2020/1204 wurde Dicofol in den Anhang I, Teil A aufgenommen.[10]
- Durch die Verordnung (EU) 2021/115 wurden die Regelungen zu Perfluoroctansäure (PFOA), ihrer Salze und verwandter Verbindungen in Anhang I, Teil A angepasst.[11]
- Mit der Verordnung (EU) 2021/277 wurden die Regelungen zu Pentachlorphenol, seine Salze und Ester in Anhang I, Teil A angepasst.[12]
- Durch die Verordnung (EU) 2022/2400 wurden die Anhänge IV und V angepasst.[13]

## Zuständigkeiten
In Deutschland sind die Bundesanstalt für Arbeitsschutz und Arbeitsmedizin (Competent Authority) und das Umweltbundesamt für den Vollzug zuständig, in Österreich das Bundesministerium für Klimaschutz, Umwelt, Energie, Mobilität, Innovation und Technologie.

## Aufbau der aktuellen Verordnung (EU) 2019/1021
- Artikel 1 Ziel und Gegenstand
- Artikel 2 Begriffsbestimmungen
- Artikel 3 Kontrolle von Herstellung, Inverkehrbringen und Verwendung und Aufnahme von Stoffen
- Artikel 4 Befreiung von Kontrollmaßnahmen
- Artikel 5 Lagerbestände
- Artikel 6 Verringerung, Minimierung und Einstellung von Freisetzungen
- Artikel 7 Abfallbewirtschaftung
- Artikel 8 Aufgaben der Agentur und des Forums
- Artikel 9 Durchführungspläne
- Artikel 10 Überwachung
- Artikel 11 Informationsaustausch
- Artikel 12 Technische Hilfe
- Artikel 13 Überwachung der Durchführung
- Artikel 14 Sanktionen
- Artikel 15 Änderung der Anhänge
- Artikel 16 Haushalt der Agentur
- Artikel 17 Formate und Software für die Veröffentlichung oder Mitteilung von Informationen
- Artikel 18 Ausübung der Befugnisübertragung
- Artikel 19 Zuständige Behörden
- Artikel 20 Ausschussverfahren
- Artikel 21 Aufhebung
- Artikel 22 Inkrafttreten
- ANHANG I
  - Teil A Stoffe, die im Übereinkommen und im Protokoll aufgelistet sind, sowie Stoffe, die nur im Übereinkommen aufgelistet sind
  - Teil B Stoffe, die nur im Protokoll aufgelistet sind
- ANHANG II LISTE DER STOFFE, DIE BESCHRÄNKUNGEN UNTERLIEGEN
  - Teil A Stoffe, die im Übereinkommen und im Protokoll aufgelistet sind (leer)
  - Teil B Stoffe, die nur im Protokoll aufgelistet sind (leer)
- ANHANG III LISTE DER STOFFE, DIE BESTIMMUNGEN ZUR VERRINGERUNG DER FREISETZUNG UNTERLIEGEN
  - Teil A
  - Teil B
- ANHANG IV Liste der Stoffe, die den Abfallbewirtschaftungsbestimmungen gemäß Artikel 7 unterliegen
- ANHANG V ABFALLBEWIRTSCHAFTUNG
  - Teil 1 Beseitigung und Verwertung gemäß Artikel 7 Absatz 2
  - Teil 2 Abfälle und Verfahren, für die Artikel 7 Absatz 4 Buchstabe b gilt
- ANHANG VI Aufgehobene Verordnung mit der Liste ihrer nachfolgenden Änderungen
- ANHANG VII ENTSPRECHUNGSTABELLE